# Tommot
Tommot (jakutisch und russisch Томмот) ist eine Kleinstadt in der Republik Sacha (Jakutien) (Russland) mit 8057 Einwohnern (Stand 14. Oktober 2010).

## Geographie
Die Stadt liegt im Norden des Aldanhochlandes, etwa 390 km südwestlich der Republikshauptstadt Jakutsk, am Fluss Aldan, einem rechten Nebenfluss der Lena.
Die Stadt Tommot ist administrativ dem Rajon Aldan unterstellt. Sie ist 87 Kilometer vom Verwaltungszentrum des Rajons entfernt.
Bis 2019 war Tommot vorläufiger Endpunkt der von der Baikal-Amur-Magistrale nach Norden führenden Amur-Jakutischen Magistrale und liegt an der Fernstraße A360 (Lena), die Newer an der Transsibirischen Eisenbahn mit Jakutsk verbindet. Beide überqueren hier den Aldan.

## Geschichte
Tommot entstand 1923 im Zusammenhang mit dem Bau der Anlegestelle Ukulan am Aldan für den Umschlag von Versorgungsgütern für das Goldbergwerk Nesametny in der heutigen Stadt Aldan. 1925 erhielt der Ort Stadtrecht. Der Name ist vom jakutischen Wort für nicht zufrierend abgeleitet.
Nach der Entdeckung einer Glimmerlagerstätte (Phlogopit) durch den Jäger W. Sacharow am nahe gelegenen Bach Emeldschak begann deren Abbau 1942.

### Bevölkerungsentwicklung
| Jahr | Einwohner |
| ---- | --------- |
| 1939 | 2804      |
| 1959 | 5406      |
| 1970 | 7993      |
| 1979 | 6320      |
| 1989 | 9460      |
| 2002 | 9032      |
| 2010 | 8057      |
| 2020 | 6834      |

Anmerkung: Volkszählungsdaten

## Wirtschaft

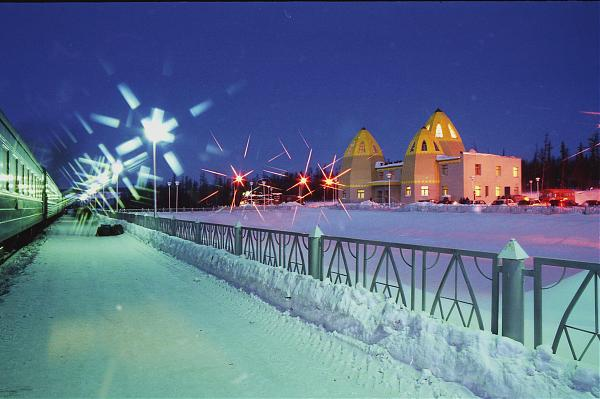
Bahnhof Tommot

Die Wirtschaftszweige von Tommot sind Bergbau, Holz- und Baumaterialienwirtschaft.